# رابح خدوسي
رابح خدوسي (1955-) كاتب وروائي جزائري. له العديد من المؤلفات من ضمنهم روايتي الضحية والغرباء، كما أصدر عدة سلاسل قصصية يتناول فيها حكايات للأطفال، وأخرى فكاهية، وغيرها الكثير. نالت روايته «الغرباء» على جائزة إقبال الجزائرية في عام 1990.

## السيرة الذاتية
ولد الكاتب والروائي رابح خدوسي في 16ديسمبرسنة 1955 ببني ميسرا (الأطلس البليدي) في الجزائر. تخرج في المركز الوطني لإطارات التربية بالجزائر. ثم التحق بالسلك التعليمي ليعمل كمعلمٍ وأستاذٍ ومفتشٍ تربويٍ ما بين 1974 و1997. وأسس خدوسي في عام 1992 دار الحضارة للنشر، كما أسس مجلة المعلم الثقافية والتربوية في عام 2000. يعدُ رصيدُ خدوسي زاخرُ بالأعمال الأدبية، فنتاجه الروائي يحوي روايتين: الضحية الصادرة في 1984 والغرباء الصادرة في 1990 والحائزة على الجائزة الوطنية الجزائرية «إقبال» في نفس العام. وبرز اسم خدوسي في مجال أدب الطفل حيث أصدر سلاسل قصصية للأطفال من بينهم سلسلة عالم الفكاهة وسلسلة حكايات جزائرية. حاصل على دكتوراه في الأدب سنة 2023م من الجامعة الأمريكية..

## مؤلفاته

### روايات:
- الضحية (1984)
- الغرباء (1990)
- أدب الرحلة:
- انطباعات عائد من مدن الجمال ( 2007)
- رأيت في الهند (2022)

الدراسات
- المدرسة والإصلاح«مذكرات شاهد» (2002)
- أحايث ضد التيار (2012)
- مليانة علماء وأدباء عبر العصور

الموسوعات:
- موسوعة العلماء والأدباء الجزائريين

### قصص قصيرة
- احتراق العصافير (مجموعة قصصية) (1988)
- الطفل الذكي (1995)
- حديقة الذئاب (2007)
- بائعة الخبز (2007)
- السيارة طي طي (2007)
- مقطع خيرة (2007)
- انطباعات عائد من مدن الجمال (2009)
- وجوه وظواهر (2014)

#### سلاسل قصصية للأطفال:
- سلسلة قصصي الجميلة (نشرت على سنوات متفرقة)
- سلسلة حكايات جزائرية (7 أجزاء)
- سلسلة روائع القصص
- سلسلة عالم الفكاهة (1994)
- سلسلة أعلام الجزائر (1997)
- سلسلة أدب الفتوة (2007)

التراث
- قاموس العالم في الأمثال والحكم (1994)
- موسوعة الأمثال الشعبية الجزائرية
- البليدة أسماء ومعالم.
- البليدة في عيون الرحالة وقصائد الشعراء

التاريخ
- ألف صورة وصورة من أيام الثورة (مشاهد وتعاليق، 2007)
- بني ميسرة الأطلس البليدي تاريخ وثقافة (2013)
- البليدة  مدينة الورود والبارود
- البليدة ...تاريخ وحضارة 2024

## الجوائز
حاز رابح خدوسي على عدة جوائز على المستوى الوطني منها:
- الجائزة الوطنية «إقبال» في الرواية عن روايته «الغرباء»، 1990
- جائزة ابداع الكبرى في قصص الأطفال، 1992
- جائزة وزارة الثقافة في الكتابة للأطفال، 1998
- كأس المبدعين العرب  في قصص الأطفال بريطانيا 2020م